# Disney XD
„Disney XD“ е американски телевизионен канал, който поддържа цифрова кабелна и сателитна мрежа, собственост на „The Walt Disney Company“. Телевизията започва излъчване за пръв път на 13 февруари 2009 г., като заменя съществуващите дотогава „Jetix“ и „Toon Disney“. Излъчва само най-новите продукции на компанията и пуска основно детски анимационни телевизионни сериали. Такива продукции са например:

## Предавания
- Наръчник на Геймъра за почти всичко
- Кърби Бъкетс
- Закон на Майло Мърфи
- Върховният Спайдърмен
- Клонинги в мазето
- Крале по неволя
- Братя по карате
- В групата съм
- Арън Стоун
- Зик и Лутър
- Финиъс и Фърб
- Тайните на Гравити Фолс
- Щурият Бутовски
- Пен Зироу: Почасов герой
- Пазителите на Галактиката
- Принцеса Бътърфлай в битка със силите на злото